# Alfred Neumann (architekt)
Alfred Neumann (26. ledna 1900, Vídeň – 23. října 1968, Québec) byl architekt původem z Vídně a Československa, který projektoval v řadě zemí světa, především v Izraeli.

## Život

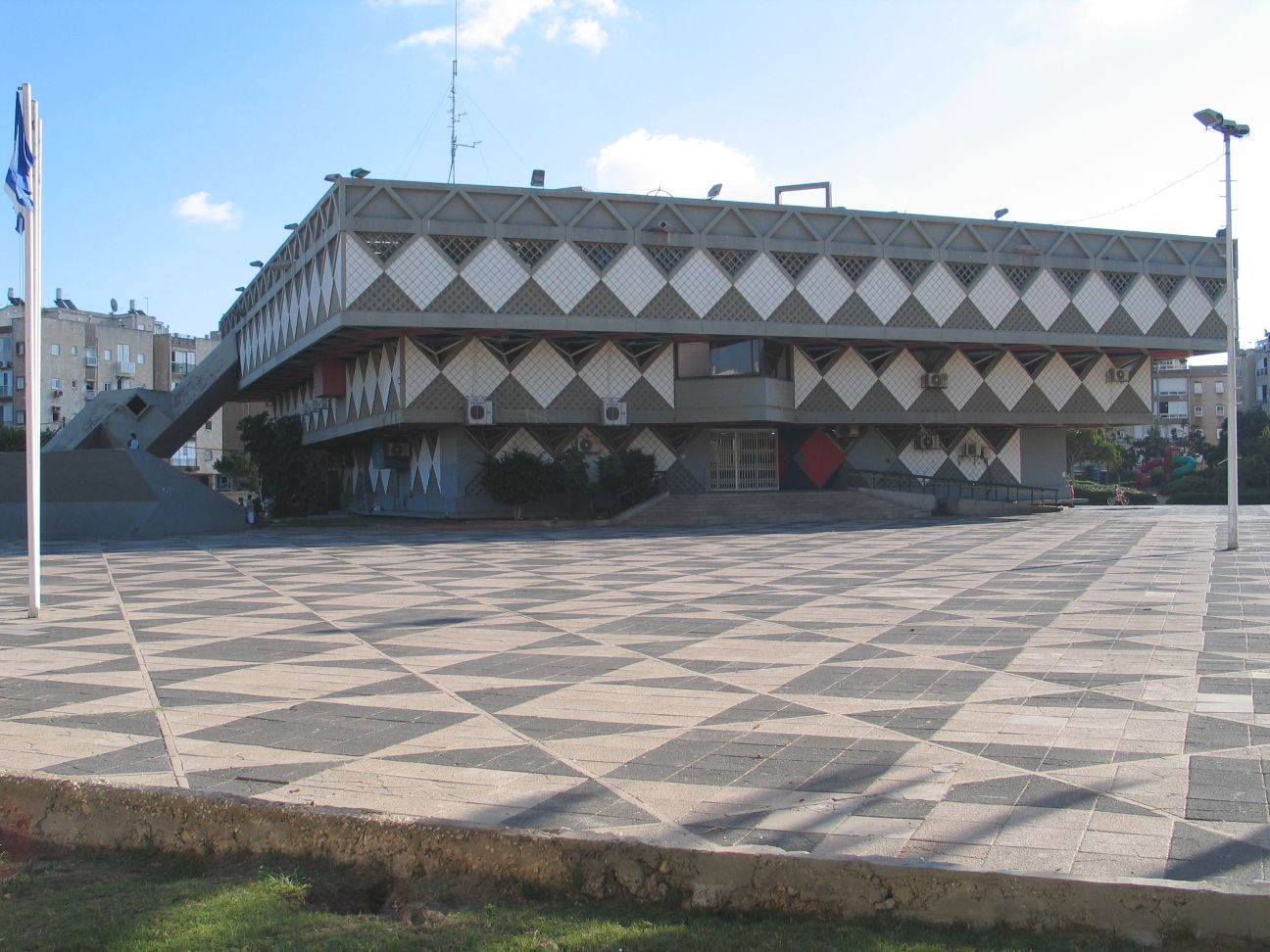
Radnice v Bat Jamu

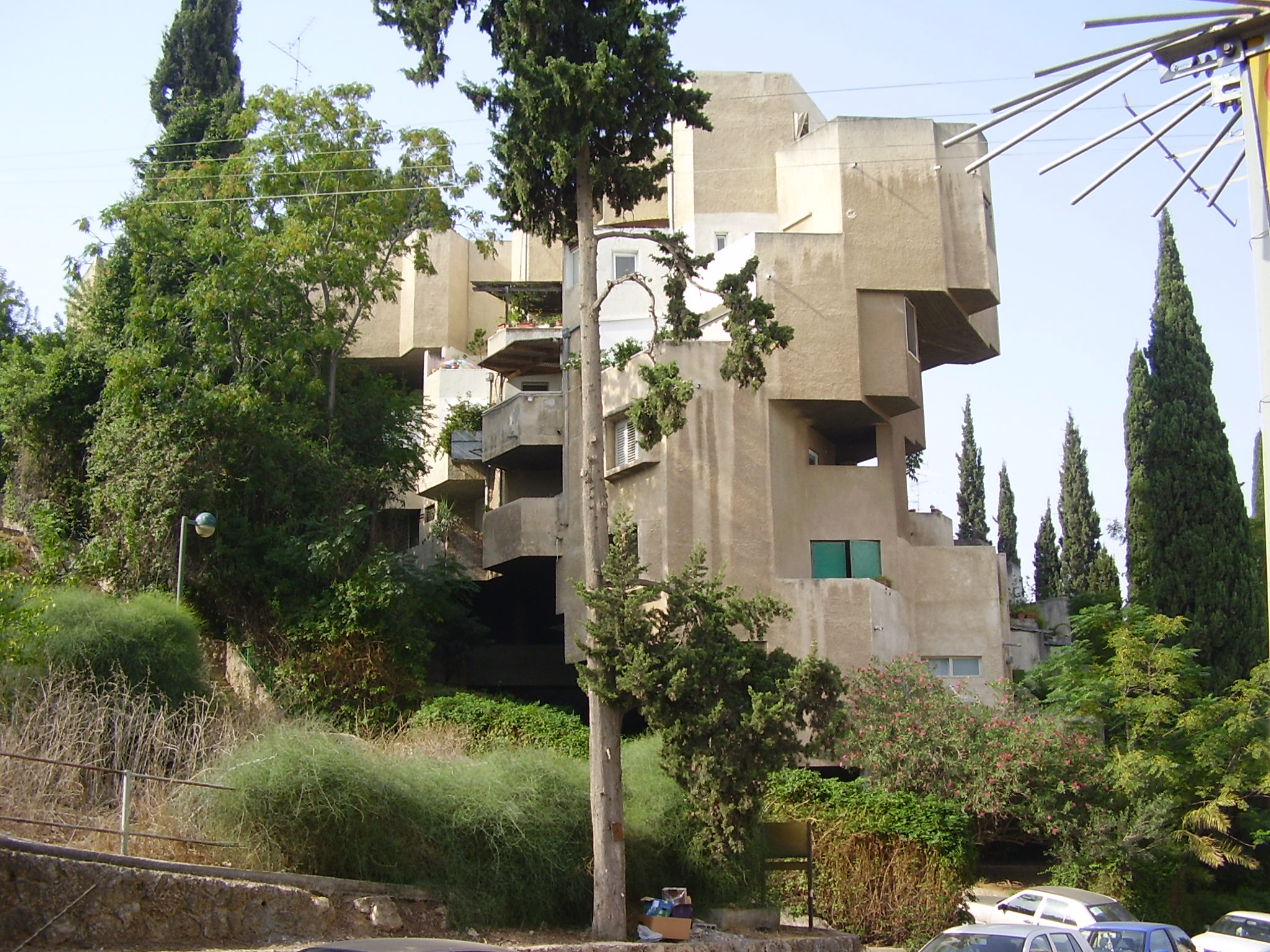
Nájemní dům Dubiner v Ramat Ganu

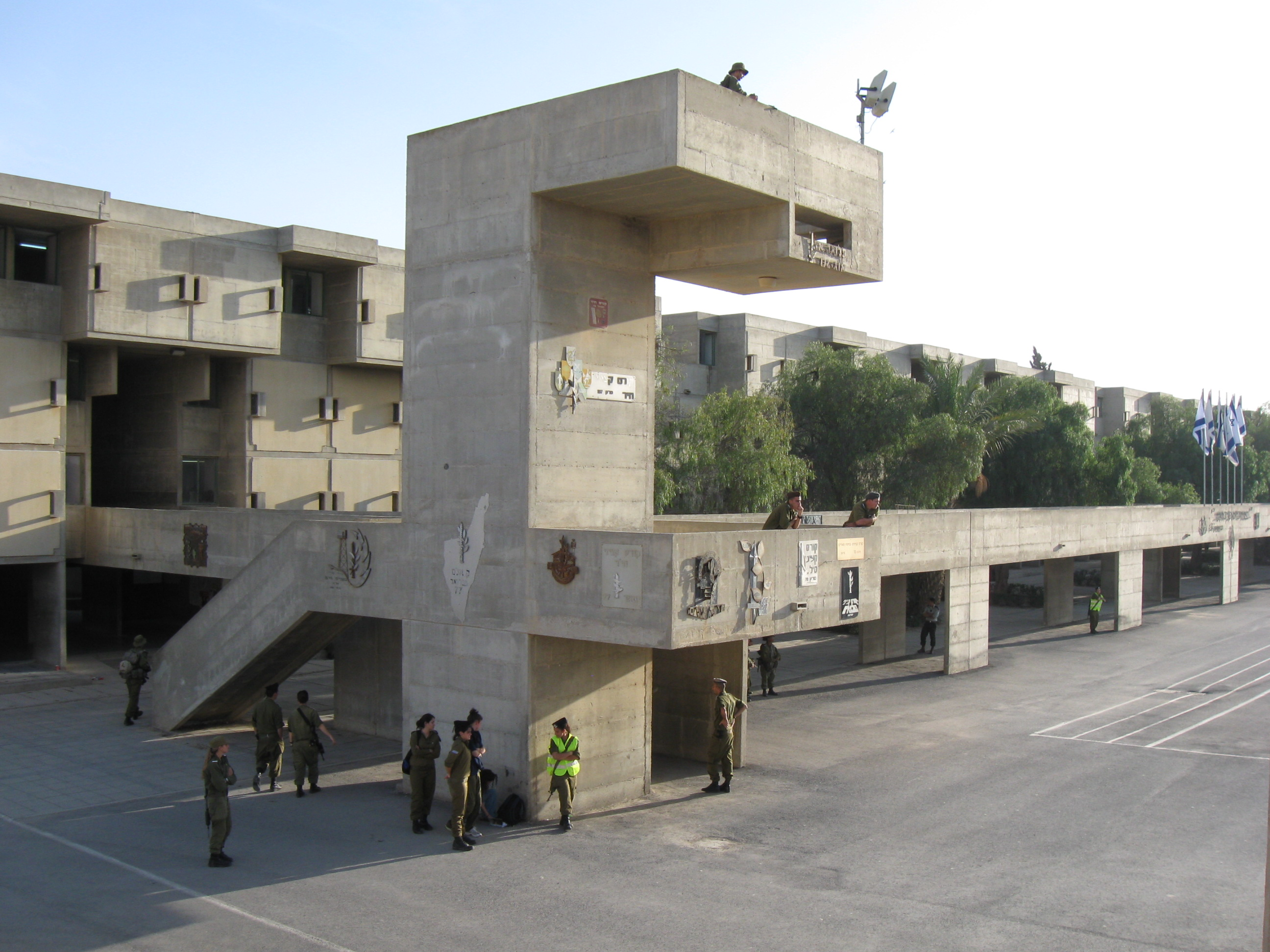
Důstojnická škola v Micpe Ramon

Narodil se ve Vídni a v deseti letech se spolu s rodinou přestěhoval do Brna, kde jeho otec provozoval stolařskou dílnu. Po studiu na německé státní průmyslové škole nastoupil po vzniku Československa na Německé vysoké škole technické v Brně. V roce 1922 byl přijat na vídeňskou Akademii, kde studoval pod vedením Petera Behrense. Po ukončení studií se ve 20. letech věnoval návrhům nábytku a následně i staveb, a to v Paříži (1925), Alžírsku (1928–1929) a krátce též v Jihoafrické republice. Během druhé světové války byl pro svůj židovský původ deportován posledním transportem do koncentračního tábora Terezín. Podařilo se mu přežít a vrátil se do Brna. O tom co za války zažil se však nikdy nikomu nesvěřil. Roku 1947 reprezentoval Československo na srazu Congrès International d'Architecture Moderne (CIAM) v anglickém Bridgwateru. Po únoru 1948 emigroval do Izraele, kde žil a působil až do roku 1965.
Do Izraele připlul v roce 1949 a nastoupil do ateliéru k architektu Richardu Kaufmannovi. V letech 1950 až 1953 působil v Ústavu pro územní plánování. Vytvořil tehdy mimo jiné urbanistický plán města Bejt Šemeš. V roce 1952 začal učit na Izraelském technologickém institutu, známém jako Technion, v severoizraelské Haifě, kde se posléze stal děkanem fakulty architektury. Roku 1953 se opět zúčastnil srazu CIAM, tentokráte ve francouzském Aix-en-Provence, kde reprezentoval Izrael. V roce 1958 se vydal na cestu kolem světa, aby nalezl nové inspirace. O rok později založil vlastní architektonický ateliér, do něhož přizval dva své žáky z Technionu: Cvi Heckera a Eldara Šarona. Společně vyhráli mimo jiné soutěž na návrh budovy radnice ve městě Bat Jam. V letech 1961 až 1963 probíhala, souběžně s realizací projektu arabského města Ajn Rafa, výstavba nájemního domu Dubiner v Ramat Ganu dle návrhu Neumannova ateliéru.
Přímo v Haifě na Technionu Neumann společně s Heckerem realizoval budovu mechanických dílen strojní fakulty, známou jako Danzigerův dům. Vedení strojní fakulty však se stavbou nebylo spokojeno, chtělo architekty odvolat a výstavbu zastavit. Nakonec kvůli neustálým průtahům výstavby došlo i na soudní spor, kdy Neumann zažaloval rektora Technionu. Soud však prohrál a v roce 1965 se rozhodl z Technionu i Izraele odejít. Neumannovým posledním projektem, který započal ještě před konfliktem v Haifě, byla ústřední důstojnická škola v Micpe Ramon. Dokončení se dočkala až v roce 1969, tedy rok po Neumannově smrti. Její součástí je mimo jiné unikátní budova synagogy.
Mezitím Neumann ve svých šedesáti pěti letech z Izraele odešel a přestěhoval se do Kanady, kde začal učit na univerzitě Laval v Québecu. Podruhé se oženil, se svou bývalou studentkou, a narodilo se mu dítě. V roce 1968 však zemřel na rakovinu plic, kterou si způsobil silným kouřením. 

## Dílo
- 1956: L’Humanisation de l’Espace: Le système Mφ[4]